# کمیته ملی پارالمپیک ایران
کمیته ملی پارالمپیک ایران (National Paralympic Committee of I.R. Iran) کمیته‌ای است که مسئولیت انتخاب ورزشکاران برای نمایندگی ایران در بازی‌های پارالمپیک و سایر مسابقات ورزشی بین‌المللی و مدیریت تیم‌های ایران در این رویدادها را بر عهده دارد و عضو رسمی کمیته بین‌المللی پارالمپیک IPC و کمیته پارالمپیک آسیا APC است.

## تاریخچه
کمیته ملی پارالمپیک جمهوری اسلامی ایران، یک نهاد عمومی غیر دولتی‌ست که تاریخ تأسیس آن به سال ١٣٧٩ باز‌می‌گردد.
پس از آن با پیگیری‌های مستمر کمیته ملی پارالمپیک، طرح دو فوریتی انتزاع این کمیته ملی پارالمپیک از کمیته ملی المپیک، در تاریخ دهم شهریور سال ١٣٩۵ در مجلس شورای اسلامی به تصویب رسید و گام مهمی جهت استقلال این کمیته به عنوان به یک نهاد عمومی غیردولتی برداشته شد.{| class="wikitable"
کمیته ملی پارالمپیک جمهوری اسلامی ایران (National Paralympic Committee of I.R. Iran) یک نهاد عمومی غیر دولتی‌ست که تاریخ تأسیس آن به سال ١٣٧٩ باز‌می‌گردد.

اساس‌نامه‌ی کمیته ملی پارالمپیک ایران، هفدهم بهمن ماه ١٣٧٩، در جلسه هیئت اجرایی کمیته ملی المپیک به تأیید رسید و با تشکیل نخستین مجمع عمومی، رئیس، دبیر، اعضای هیات رئیسه و هیات اجرایی کمیته ملی پارالمپیک برای مدت چهار سال انتخاب شدند.

بدین ترتیب، فعالیت رشته‌های ورزشی تابستانی و زمستانی در دو فدراسیون ورزش‌های جانبازان و معلولین (سال ١۴٠٢، واژه‌ی معلولین به توان‌یابان تغییر کرد) و فدراسیون ورزش‌های نابینایان و کم‌بینایان برای حضور در مسابقات آسیایی، جهانی و پارالمپیکی از نظر فنی ورزشی، آموزشی و مالی تحت نظارت و حمایت کمیته ملی پارالمپیک کشورمان قرار گرفت.

پس از آن با پیگیری‌های مستمر کمیته ملی پارالمپیک، طرح دو فوریتی انتزاع این کمیته ملی پارالمپیک از کمیته ملی المپیک، در تاریخ دهم شهریور سال ١٣٩۵ در مجلس شورای اسلامی به تصویب رسید و گام مهمی جهت استقلال این کمیته به عنوان به یک نهاد عمومی غیردولتی برداشته شد.

با تدوین و تصویب اساس‌نامه‌ی جدید کمیته ملی پارالمپیک و ابلاغ آن از سوی معاون اول محترم ریاست جمهوری وقت، در شهریور ماه سال ١٣٩٧، این کمیته فعالیت خود را به صورت مستقل دنبال کرد تا با پذیرش مسئولیت‌های بیشتر و نگرشی تخصصی‌تر رسالت تاریخی خود را دنبال کند و به ماموریت اصلی‌اش برای حمایت از جامعه هدف در حوزه‌های پرورشی، همگانی، قهرمانی و حرفه‌ای جامه عمل بپوشاند.

کاروان ورزش ایران، از بازی‌های پارالمپیک سئول ۱۹۸۸ تا پاریس ۲۰۲۴، تاکنون در ١٧ دوره‌ی بازی‌های پارالمپیک (ده دوره‌ تابستانی و هفت دوره‌ زمستانی)، چهار دوره‌ی بازی‌های پاراآسیایی، چهار دوره بازی‌های پاراآسیایی آسیایی جوانان و بسیار از رویدادهای جهانی حضور داشته‌ است.

## رئیس
| رئیس           | مدت                      |
| -------------- | ------------------------ |
| محمود خسروی‌وفا | ۱۷ بهمن ۱۳۷۹–۲۲ آذر ۱۴۰۱ |
| غفور کارگری    | ۲۲ آذر ۱۴۰۱–تاکنون       |